# James Meade
Pour les articles homonymes, voir Meade.
James Edward Meade, né le 23 juin 1907 à Swanage dans le Dorset et mort le 22 décembre 1995 à Cambridge, était un économiste anglais. Il reçoit en 1977 le Prix de la Banque de Suède, avec le Suédois Bertil Ohlin, pour sa contribution à la théorie du commerce international et des mouvements de capitaux internationaux.

## Biographie
Après avoir suivi des études au Malvern College et à l'Oriel College à Oxford, il est élu à 23 ans « Fellow » à Oxford (Hertford College) puis continue d'étudier à l'université de Cambridge (Trinity College) où, à la suite de fréquentes discussions avec des économistes comme Dennis Robertson et John Maynard Keynes, il développe un intérêt marqué pour l'économie. Son maitre incontesté est John Maynard Keynes :

« Dans mes toutes premières années d'économiste, j'eus l'inestimable privilège d'appartenir avec Richard Kahn, Joan et Austin Robinson et Piero Sraffa à un petit groupe qui en 1930-31 se réunit toutes les semaines pour discuter et développer l'analyse exposée par Keynes dans son « Treatise on Money » qui venait juste de paraitre. En fait, nous avons dans une certaine mesure joué le rôle d'accoucheur des idées que Keynes élaborait pour échafauder sa « Théorie Générale ». »

James Meade va généraliser la notion de multiplicateur inventé par Richard Kahn en le présentant dans le cas d'un nombre infini d'agents.
Il retourne à Oxford entre 1931 et 1937. Avant John Hicks, il formule un modèle simplifié de la Théorie Générale de Keynes.
De 1937 à 1940, J. Meade est économiste au service de la Société des Nations à Genève, où il rencontre J. Tinbergen, T.C. Koopmans et G. Haberler. En 1940, il rejoint Londres où il est employé au « Cabinet Office » dont il dirige la section économique. Il devient le principal économiste du gouvernement de Clement Attlee. Il travaille à la mise au point des premiers comptes nationaux nécessaires à la réussite de « l'économie de guerre ». En compagnie de l'autre prix Nobel, R. Stone, il publie en 1944 un ouvrage sur le revenu national et la dépenses (National Income and Expenditure).
De 1947 à 1957, il devient professeur à la London School of Economics et se spécialise en économie internationale. Il analyse les problèmes de droits de douane, d'union commerciale, d'accords commerciaux et de gestion de la balance des paiements, dans un esprit que n'aurait pas renié Keynes.
Puis J. Meade s'installe à l'université de Cambridge, de 1957 à 1967 où il démontre un talent aux multiples facettes : analyse économique, croissance et politique économique, comparaison des systèmes économiques, commerce international.
Il publie un ouvrage de synthèse : « Principles of Political Economy » en trois volumes (« Économie stationnaire » (1965) ; « Économie en croissance » (1968) ; « Économie contrôlée ou administrée » (1971)).

## Contributions de J. Meade

### Politique commerciale et coopération internationales
Pour obtenir le plein emploi, il convient de modifier les pratiques de la politique commerciale internationale et renforcer la coopération économique selon l'esprit proposé par Keynes (mais qui ne fut pas retenu) lors des négociations de Bretton Woods (1944). Selon cette idée, il convient de favoriser les pays qui pratiquent la relance et non de pénaliser les débiteurs en les obligeant à supporter la totalité de l'ajustement.
L'économiste James Meade - qui craint les mesures protectionnistes et le cercle vicieux de la fermeture du commerce extérieur - est un fervent partisan de la coopération économique internationale.

### Travaux sur l'externalité
L'exemple le plus célèbre d'externalité est celui de l'apiculteur et de l'arboriculteur développé par James Meade. L'apiculteur profite de la proximité de l'arboriculteur et obtient un miel de meilleure qualité qu'il pourra vendre à meilleur prix et cela gratuitement. L'arboriculteur ne sera pas payé pour le service indirect qu'il a rendu à l'apiculteur. Il s'agit dans ce cadre d’une externalité positive. Mais l’arboriculteur profite aussi gratuitement de la pollinisation de ses arbres, ce qui améliore son rendement sans avoir recours à de coûteuses méthodes manuelles, et la pollinisation aléatoire des abeilles enrichit aussi la diversité génétique qui permet aux plantations de mieux résister à d'autres affections ou maladies. L’externalité est positive dans les deux sens.

### L'impôt sur la dépense (Expenditure tax)
James Meade a associé son nom à la proposition d'impôt sur la dépense. Alors qu'il présidait dans le cadre de l'Institute for Fiscal Studies, un comité qui étudiait le système fiscal britannique, il fait paraitre un article intitulé "An Expenditure Tax" .
Meade propose d'instaurer un impôt direct et personnel, sur l'affectation des revenus du contribuable à la consommation qui ne doit pas être confondu avec la taxe sur la valeur ajoutée (TVA), impôt indirect et impersonnel sur la production de biens ou de services, à charge de l'acheteur final.
L'impôt sur la dépense est conçu pour remplacer l'impôt sur le revenu et taxer aussi efficacement qu'équitablement les revenus de la propriété. Le but de toute activité économique étant la consommation, c'est elle qu'on taxe, considérant fiscalement ce qui est mis de côté pour acquérir un revenu, comme une consommation différée dont la taxation est suspendue. Toute épargne, investissement mobilier ou immobilier, tout prêt à autrui ou intérêt d'emprunt, cessant d'être disponible pour la consommation du contribuable est déductible de son revenu imposable. En revanche, toute rentrée provenant de ces avoirs ou créances (loyers perçus, dividendes, intérêts, ventes d'actifs, remboursements...) ainsi que les sommes empruntées s'ajoutent au revenu imposable. Et dans la mesure où l'usage d'un logement par son propriétaire est assimilable à une consommation, un loyer fictif, fixé à un pourcentage de l'investissement s'ajoute dans ce cas au revenu imposable de l'occupant des lieux.
Ce système taxe le train de vie, mesuré en déduisant des entrées - quelle que soit leur origine - les sorties soustraites à la consommation. De ce fait, à part l'obligation de déclarer toutes les rentrées d'argent, aucune transition compliquée n'est nécessaire à partir du système existant. 
La proposition de Meade taxe les gains nets à leur valeur nominale, mais grâce à la globalisation des revenus dépensés, la défiscalisation des réinvestissements et l’indexation des barèmes fiscaux, elle paraît mieux adaptée à l’érosion monétaire que le précompte mobilier, capable de frapper un revenu largement ou entièrement fictif, comme les intérêts ou dividendes les moins généreux, n’atteignant pas ou dépassant peu l’inflation.
L'impôt sur la dépense évite la complexité, les pièges et les incohérences d'une imposition distincte de la propriété, dont il taxe les revenus à l'impôt progressif comme ceux du travail, il tient compte des plus-values et des pertes et puisque les investissements productifs sont déclarés pour obtenir la déduction fiscale, un registre des actifs économiques détenus par les particuliers se constitue spontanément.
Voir autres contributions concernant cette proposition : Une meilleure solution pour l'impôt , "Toute la fiscalité française est à repenser" . Le concept est également bien décrit dans un article adressé à Meade par William D. Andrews. 

## Publications
Ses principales publications sont :
- The Theory of International Economic Policy -- The Balance of Payments, 1951
- The Theory of International Economic Policy -- Trade and Welfare, 1955
- Principles of Political Economy, 1965-76
- Efficiency, Equality and the Ownership of Property, 1963
- The Intelligent Radical's Guide To Economic Policy, 1975
- Liberty, Equality and Efficiency, 1993